# Permakultur
Permakultur eller Permanent Agriculture betyder "vedvarende kultur". Begrebet stammer fra et planlægningssystem for jordbrug, hvor man arbejder med forudsætninger for en vedvarende dyrkning. Dvs. at monokulturelle systemer erstattes af polykulturel opbygning af produktion, bosætninger og forsyninger. Det hele sker på baggrund af naturlige mønstre. Begrebet bruges desuden i forbindelse med design af boliger og bymiljøer, som kan indpasses i naturlige mønstre.

## Begyndelse
Midt i 1970'erne udviklede de to australske økologer Bill Mollison og David Holmgren tanker, som de håbede at kunne bruge til at skabe stabile dyrkningssystemer. Det gjorde de som en reaktion på industrialiseringen af landbruget efter den 2. verdenskrig. Udviklingen betød en stigende forgiftning af jord og vand, et tab af biodiversitet og en jorderosion, som fjernede milliarder af tons frugtbar agerjord. Resultatet af deres arbejde blev et udkast til en planlægningmetode, som blev kaldt permakultur, og som blev offentliggjort med udgivelsen af bogen Permaculture One (ISBN 0-908228-03-1) i 1978.

## Hvad er permakultur?
Permakultur har tre hovedtemaer:
1. En etik, der kræver hensyntagen til jorden som en helhed, og ikke blot favorisere mennesker på bekostning af andre levende organismer . Der ligger det hensyn i det, at med respekt for alle, så bør man bestræbe at have en "retfærdig fordeling" (dvs. grænser for vækst i befolkningstal og forbrug og krav om en retfærdig fordeling af ressourcer, som kan fremme hensyntagen til hele jorden og ikke kun mennesker). I den sammenhæng lægger permakultur som bevægelse vægt på det personlige ansvar for konsekvenserne af egne handlinger.
2. Økologiske principper, der stammer fra iagttagelse af naturlige systemer, sådan som de er beskrevet af økologer som Charles Birch og Eugene P. Odum.
3. Designværktøjer og –fremgangsmåder, der giver enkeltpersoner eller grupper mulighed for at samle strategiske, planlægningsmæssige og håndgribelige elementer til et "mønster" eller en "arbejdsplan", som kan iværksættes og vedligeholdes med et minimalt forbrug af ressourcer.

Efter udgivelsen af Permaculture One afpudsede Mollison and Holmgren deres tanker og udviklede dem videre, sådan at de begge konstruerede hundredvis af "permakulturområder", mens de skrev flere bøger om emnet. Mollison underviste i mere end 80 lande, og hans 14-dages designkurser samlede mange hundrede deltagere. I begyndelsen af 1980'erne havde tankegangen udviklet sig fra at handle om dyrkningssystemer til en mere omfattende designmetode bag opbygning af bæredygtige, menneskelige levesteder. Midt i 1980'erne var mange af eleverne blevet succesrige praktikere, som selv begyndte at undervise, og i løbet af kort tid blev der skabt permakulturgrupper, projekter, foreninger og institutioner i mere end 100 lande.
FN's flygtningehøjkommisær (UNHCR) har lavet en rapport om brugen af permakultur i flygtningelejre efter vellykkede forsøg i både sydafrikanske og makedonske lejre. Et folk i Peru er blevet selvforsynende og fungerer som støtte for andre folk efter at have været afhængigt af statsstøtte. En militærbase i USA er under omlægning til erhvervsvirksomhed på økologisk grundlag og til et fristed for dyr og planter.
I de over 40 år, der er gået siden dens start, har permakulturtankegangen bevist, at den er en velegnet ved planlægning af bæredygtige systemer, og at den kan bruges under alle klima- og kulturforhold.

## Baggrund
Denne artikel bør gennemlæses af en person med fagkendskab for at sikre den faglige korrekthed.

Permakultur er skabt på baggrund af den Tasmanske regnskov, og bygger på 3 grundlæggende etikker: Omsorg for Mennesker, Omsorg for Jorden og Fair Fordeling af overskud. Der arbejdes med design og opbygning af selvbærende økosystemer der har fokus på madproduktion til lokale behov. En af de grundlæggende filosofier er opbygning af jorden. Etableringen af økosystemer efter design og funktionalitet. Diversitet i produktionen er ligeledes et nøglebegreb. Permakultur systemer er ca 10 gange højere ydende end traditionel landbrugsproduktion, fordi Permakultur arbejder med produktion i 5 niveauer vertikalt. Opbygning af jorden med de rigtige næringsstoffer er nøglen til en sund og nærende madproduktion der ofte indeholder 80% flere næringsstoffer end traditionelt landbrug. (Der anvendes ingen pesticider eller kunstgødning.) Permakultur designere er uddannet af andre permakulturister, således at de har deres eget uddannelsessystem, som er anerkendt på akademisk meget højt niveau.[kilde mangler] Permakultur er til dato det bedste bud på fremtidens madproduktion,[kilde mangler] fordi det opbygger økosystemer til at være selvbærende og madproducerende med meget lille arbejdsindsats. Der er i dag på verdensplan over 60.000.000 permakulturister[kilde mangler] og det er den hastigst voksende bevægelse globalt.[kilde mangler]

## Eksterne links
- Permakultur Danmark (forening)
- Bogen om Permakultur og Tidsskrift om permakultur
- Permakultur Transition Town Kontakt Skovhave Permakultur
- Dansk Forum For Permakulturintereserrede Arkiveret 15. maj 2012 hos  Wayback Machine